# Cibory-Chrzczony
Cibory-Chrzczony – wieś w Polsce położona w województwie podlaskim, w powiecie białostockim, w gminie Zawady.
Wierni kościoła rzymskokatolickiego należą do parafii Przemienienia Pańskiego w Zawadach Kościelnych.

## Historia
W roku 1421 w aktach sądowych łomżyńskich wymieniony Stiborius de Kołak. Początkowo nazwane Ścibory, od 1471 Cibory.
Położone w dolnym odcinku rzeki Śliny. Wieś powstała w I połowie XV wieku w wyniku rozrostu wsi Cibory, założonej przed 1421 r. przez Ścibora Kołaka, herbu Kościesza z Kołak. Zamieszkiwana przez Ciborowskich, którzy również obecnie przeważają wśród mieszkańców wsi. Jedna z wsi okolicy szlacheckij Cibory, w skład której wchodziły:
- Cibory Gałeckie, w 1827 roku 23 domy i 150 mieszkańców
- Cibory-Krupy
- Cibory-Chrzczony, 1827 -10 domów i 100 mieszkańców
- Cibory-Marki
- Cibory-Witki
- Cibory-Kołaczki

Powierzchnia wymienionych miejscowości wynosiła 1688 morgów.
W wieku XIX w powiecie łomżyńskim, gmina Chlebiotki, parafia Zawady.
W latach 1921–1939 wieś leżała w województwie białostockim, w powiecie łomżyńskim, w gminie Chlebiotki.
Według Powszechnego Spisu Ludności z 1921 roku wieś zamieszkiwały 82 osoby w 12 budynkach mieszkalnych. Miejscowość należała do parafii rzymskokatolickiej w Chlebiotkach Nowych. Podlegała pod Sąd Grodzki i Okręgowy w Łomży; właściwy urząd pocztowy mieścił się w m. Zawady.
W wyniku napaści ZSRR na Polskę we wrześniu 1939 miejscowość znalazła się pod okupacją sowiecką. Od czerwca 1941 roku pod okupacją niemiecką. Od 22 lipca 1941 r. do wyzwolenia włączona w skład okręgu białostockiego III Rzeszy.
W latach 1975–1998 miejscowość administracyjnie należała do województwa łomżyńskiego.

## Legendy i przekazy
- nazwa wsi pochodzi od szlachcica Chrzczonki, który wytępił rozboje w okolicy swojego dworu
- prawdopodobnie pod miejscowym krzyżem jadł śniadanie Napoleon Bonaparte, maszerujący ze swoim wojskiem